# Gazabalé
Gazabalé ist ein Dorf in der Landgemeinde Bouné in Niger.

## Geographie
Das von einem traditionellen Ortsvorsteher (chef traditionnel) geleitete Dorf liegt in der Landschaft Mounio. Es befindet sich rund zehn Kilometer nordwestlich des Hauptorts Bouné der gleichnamigen Landgemeinde, die zum Departement Gouré in der Region Zinder gehört. Zu weiteren Siedlungen in der Umgebung von Gazabalé zählen Arnadi im Nordwesten sowie Abbari und Gui Zibouk im Nordosten.
Es herrscht das Klima der Sahelzone vor, mit einer durchschnittlichen jährlichen Niederschlagsmenge zwischen 300 und 400 mm.

## Bevölkerung
Bei der Volkszählung 2012 hatte Gazabalé 514 Einwohner, die in 84 Haushalten lebten. Bei der Volkszählung 2001 betrug die Einwohnerzahl 448 in 81 Haushalten und bei der Volkszählung 1988 belief sich die Einwohnerzahl auf 324 in 45 Haushalten.
Die Bevölkerungsdichte in diesem Gebiet ist mit über 100 Einwohnern je Quadratkilometer hoch.

## Wirtschaft und Infrastruktur
Das Gebiet der Ebenen im Süden der Region Zinder, in dem Gazabalé liegt, ist von einer anhaltenden Degradation der ackerbaulichen Flächen gekennzeichnet, die mit der hohen Bevölkerungsdichte in Zusammenhang steht. Im Dorf wird ein Wochenmarkt abgehalten. Der Markttag ist Samstag.
Es gibt eine Schule. Das nigrische Unterrichtsministerium richtete 1996 gemeinsam mit dem Welternährungsprogramm der Vereinten Nationen zahlreiche Schulkantinen in von Ernährungsunsicherheit betroffenen Zonen ein, darunter eine für Kinder transhumanter Hirten in Gazabalé.